# Манлихер М1895
Манлихер М1895 (мађ. Gyalogsági Ismétlő Puska M95) је аустроугарска пушка репетирка калибра 8x50mm, коју је конструисао Фердинанд Манлихер. Уведена је у наоружање 1895. као замена за старије Манлихер М1888.
Осим Аустроугарске, пушку је од 1898. користила и Војска Бугарске чија је била главна пушка током првог светског рата. Након првог светског рата велики број ових пушака из плена бивше аустроугарске војске је коришћено у јединицама 1. и 2. армијске области југословенске војске све до почетка 1930их када су замењене пушком М1924.

## Карактеристике
Манлихер М1895 је пушка репетирка са непокретним кутијастим магацином за 5 метака испод сандука. Пуњење се врши карактеристичним Манлихеровим правочепним или пружночепним затварачем, који се отвара простим повлачењем ручице на десној страни тела затварача уназад. Након ручног убацивања метака у магацин, затварач се гурне унапред до краја и тако затвори, при чему захвата метак из магацина и убацује га у цев. Након опаљивања метка, повлачење затварача уназад избацује празну чахуру и цео процес пуњења се понавља (репетира) све док има метака у магацину.
Овакав начин функционисања затварача је омогућавао доста бржу паљбу него код других пушака попут Маузер 98 или Мосин Наган са класичним обртно-чепним затварачима. Искуства током борбе за Македонију и у рововима великог рата су показала да овај систем има предност у брзим препадима и заседама на мањим растојањима.  Међутим након дуже паљбе, стрелац се умарао те је брзина постајала незнатно бржа од система пушке са класичним обртно-чепним затварачем.
Борбени нишани су у почетном положају били подешени на 500 метара јер се крајем 19. века сматрало да ће се борбе водити на великим раздаљинама. Подизањем нишана на горе, прва ниша је подешена на 300 метара, а максимална даљина гађања на 2,600 метара. Како су борбе током балканских ратова најчешће вођене на даљинама до 200 метара, то је значило да је нишан морао бити подигнут и у положају 300 током борбе на овим растојањима. Нишани система Манлихер су сматрани једним од најквалитетнијих и најиздржљивијих јер су и након дуготрајне употребе могли да држе гајку подигнуту без падања.

## Историја
Пушку М1895 је првобитно усвојила и користила аустроугарска војска као замену за старије Манихер М1888 које иако надограђене за полубездимну муницију М90 8x50mm у иначици М1888/90 ипак су сматране као недовољно јаке да издрже новију потпуно бездимну муницију М93 8x50mm.  Ово се касније показало као неистинито, јер су током балканских и првог светског рата, аустроугарске и бугарске трупе успешно користиле М93 муницију у старијим пушкама М1888 без забележених случајева детонације или експлодирања цеви. Разлика у брзини између М90 и М93 метка је била мала, па се сматрало да није потребно опет преправљати нишане на М1888/90.  
Нова пушка М1895 је била упрошћена, производња је била олакшана, нишани су били новији и савремени и омогућавали су веће поље вида неголи старији нишани на М1888. Такође нова пушка је била лакша, сматра се да је М1895 по тежини најлакша дуга пушка тог доба.
Како је М1888/90 још увек била пристојно модерна и релевантна пушка почетком 20. века, то Аустроугарска није журила да пренаоружа комплетну војску новом М1895. На почетку великог рата 1914. сматра се да су 2/3 аустријских трупа биле опремљене старијом М1888/90. На стању је било око 1.5 милиона старих М1888/90 и око 700,000 новијих М1895. Током аустроугарске инвазије на Србију и битке на Церу већина аустроугарских трупа су такође биле наоружане старијим М1888/90. Током рата је произведено преко 3 милиона нових М1895, тако да су аустроугарске трупе тек након 1915. имале већи број М1895 него М1888/90.
Након првог светског рата, а после рата су је задржале и аустријска и мађарска војска. Главни страни корисник била је Бугарска, која је, почев од 1898. године прво купила 20.000 пушака М1895, а затим у још неколико партија до укупног броја од 115.000 пушака и карабина М1895 који су били у наоружању бугарске армије 1912. Пушка се показала као врло поуздана у рукама бугарских војника, те је након балканских ратова Бугарска наручила још 40,000 карабина М1895 али је испорука прекинута избијањем великог рата. Аустроугари су продужили продају пушака М1895 Бугарској након њеног уласка у рат и продали су Бугарима преко 200.000 пушака и карабина система М1895. Бугари су током рата спознали вредност карабина, те су поручивали све већи број карабина за трупе, уместо дотад дугих пушака. Бугарска војска је на крају рата имала око 450,000 пушака и карабина система Манлихер, од чега око 350.000 система М1895. Током првог светског рата издат је одређени број ноћних (светлећих) нишана модела 1916. Задњи ноћни нишан је мала месингана плочица која се поставља испод листа задњег нишана. Предњи нишан се стеже око основе предњег нишана пушке.
Новооснована Краљевина СХС је након рата на стању из бивших аустријских касарни и из репарације имала преко 150.000 пушака и карабина М1895. Лошије франуске пушке Бертје М1907/15 којих је било око 80.000 су послате на југ у 3. армијску област са седиштем у Скопљу. Бивше аустријске М1895 су коришћене на северу земље у 1. и 2. армијској области. Оне су остале у наоружању југословенске војске до средине 1930их. Касније пред почетак другог светског рата један број ових пушака је преправљен у Крагујевцу на калибар 7.92x57mm Маузер, преправљени су и нишани и доведени на стандард М1924, уместо клипа систем је преправљен да користи стрипер од по пет метака као пушке Маузер. Ово је олакшало логистику војске али је прерада била груба, те је пушка изгубила предност брзине коју су омогућавали ен-блок клипови. Такође затварач је заглављивао и теже убацивао метак у цев јер је оригинални затварач направљен за муницију са ободом.
Пушке и карабини М1895 су касније током 2. светског рата биле у наоружању партизана и четника. Касније након рата, нису дуго задржане у наоружању и повучене су у магацине или су прослеђене македонским партизанима из КПГ који су ратовали против грчких власти.

## Корисници
- Аустроугарска
- Краљевина Бугарска
- Аустрија
- Мађарска
- Краљевина Италија - преко 200.000 пушака из репарације добијено од Аустрије. Пренешене у источну Африку и коришћене у рату са Етиопијом.
- Краљевина СХС - око 150.000 комада. Усвојене у наоружање
- Краљевина Румунија - заробљене аустроугарске пушке. Нису уведене у наоружање.
- Етиопско царство - купљене након првог светског рата и заробљене италијанске пушке.
- Краљевина Грчка - купљене у Југославији пушке Манлихер коришћене током грчко-италијанског рата.
- Чехословачка - преко 200.000 на стању, већина касније продата Бугарској.
- Руска Империја - заробљене аустријске пушке су уведене у козачке јединице. Коришћене су у грађанском рату.
- Нацистичка Немачка - бивше аустријске М95/30 су уведене у јединице Фолкштурма.
- Албанија - 4.000 М1895 су поручене за потребе албанских револуционара 1912.
- Пољска - коришћене током совјетско-пољског рата. Велики број наслеђен од Аустроугара.
- Шпанија - 20.000 добијене из СССР током грађанског рата. Заробили их  Франкоисти.
- Краљевина Србија - заробљене аустријске и бугарске пушке заједно са турским Маузерима су коришћене за наоружавање трупа из нових области током 1914. и 1915.